# Ben Stiller
Ben Stiller, właśc. Benjamin Edward Meara Stiller (ur. 30 listopada 1965 w Nowym Jorku) – amerykański aktor, scenarzysta, reżyser, producent i pisarz.

## Życiorys

### Wczesne lata
Urodził się w Nowym Jorku. Jego ojciec, Jerry Stiller (1927–2020), znany m.in. z serialu Diabli nadali, urodził się w żydowskiej rodzinie emigrantów z Frampola (Polska). Matka Anne Meara (1929–2015) pochodziła z katolickich Irlandczyków, jednak po ślubie przeszła na judaizm. Z tego względu rodzina świętowała zarówno Chanukę, jak i Boże Narodzenie.
Jest leworęczny. W dzieciństwie rodzice regularnie zabierali go na swoje występy. W wieku sześciu lat pojawił się w talk-show The Mike Douglas Show. Gdy miał dziesięć lat, zaczął kręcić filmy na taśmie 8 mm.
Uczęszczał do Cathedral School of St. John the Divine, a następnie ukończył nowojorską Calhoun School. Studiował na Uniwersytecie Kalifornijskim w Los Angeles.

### Kariera
W wieku piętnastu lat trafił do opery mydlanej CBS Guiding Light. Pracował w programie Alana Thicke Thicke of the Night (1983). Pojawił się z krótką parodią The Hustler of Money z dramatu Martina Scorsese Kolor pieniędzy (1986). To spowodowało, że został zauważony przez producenta Saturday Night Live, Lornego Michaelsa, który w 1989 zaproponował mu pisanie scenariuszy.
W 1987 roku zagrał na Broadwayu jako Ronnie Shaughnessy w spektaklu The House of Blue Leaves z Johnem Mahoneyem. Wystąpił też gościnnie w sitcomie CBS Kate i Allie (1986) oraz serialu NBC Policjanci z Miami (1987). Na kinowym ekranie zadebiutował jako Dainty w dramacie wojennym Stevena Spielberga Imperium słońca (1987) u boku Johna Malkovicha i Christiana Bale’a.
W MTV prowadził swój autorski program Ben Stiller Show, jednak producenci nie zgodzili się na dalszą produkcję; nie odpowiadał im czarny humor i sarkazm autora, a po trzech miesiącach zdjęto go z wizji. Potem dla MTV nakręcił Orbitowanie bez cukru (Reality Bites).
W 1997 napisał artykuł o Diane Keaton w magazynie „Premiere”. W 2000 stworzył występ dla MTV Movie Awards, w którym zagrał Toma Crooze’a, podwójnego kaskadera Toma Cruise’a.
Wystąpił w teledyskach: Limp Bizkit „Rollin”' (2000), Puffa Daddy „Bad Boy For Life” (2001), Tenacious D „Tribute” (2001), Jacka Johnsona „Taylor” (2003) i Travisa „Closer” (2007).
W 2011 powrócił na broadwayowską scenę w roli Artiego Shaughnessy w przedstawieniu The House of Blue Leaves z Edie Falco i Jennifer Jason Leigh.
W 2022 odznaczony ukraińskim Orderem „Za zasługi” (III klasy).

## Życie prywatne
Spotykał się z Jeanne Tripplehorn. 13 maja 2000 poślubił Christine Taylor, z którą ma córkę Ellę Olivię (ur. 9 kwietnia 2002) i syna Quinlina Dempseya (ur. 10 lipca 2005). W maju 2017 roku, po 17 latach małżeństwa, doszło do separacji.

## Filmografia

### Scenarzysta
- 1989: Elvis stories
- 1992–1993: The Ben Stiller Show
- 2001: Zoolander
- 2004: What Makes Sammy Run
- 2008: Jaja w tropikach (Tropic Thunder)

### Reżyser
- 1989: Elvis stories
- 1992–1993: The Ben Stiller Show
- 1994: Orbitowanie bez cukru (Reality Bites)
- 1996: Telemaniak (The Cable Guy)
- 1999: Heat Vision and Jack
- 2001: Zoolander
- 2004: What Makes Sammy Run
- 2008: Jaja w tropikach (Tropic Thunder)
- 2013: Sekretne życie Waltera Mitty (The Secret Life of Walter Mitty)
- 2016: Zoolander 2

### Aktor
- 1987: Szaleńczy pościg (Hot Pursuit) – Chris Honeywell
- 1987: Imperium słońca (Empire of the Sun) – Dainty
- 1987: The House of Blue Leaves – Ronnie Shaughnessy
- 1988: Świeże konie (Fresh Horses) – Tipton
- 1989: I o to chodzi! (That’s Adequate) – Chip Lane
- 1989: Prawo krwi (Next of Kin) – Lawrence
- 1989: Elvis stories – Bruce
- 1990: Milionerzy ze śmietnika (Working tra$h)- Freddy Novak
- 1990: Stella – Jim Uptegrove
- 1992: Autostrada do piekła (Highway to Hell) – kucharz i Hun Atylla
- 1994: Orbitowanie bez cukru (Reality Bites) – Michael Grates
- 1995: Waga Ciężka (Heavy Weights) – Tony Perkis/Tony Perkis Sr.
- 1996: Igraszki z losem (Flirting with Disaster) – Mal Coplin
- 1996: Randka na moście (If Lucy Fell) – Bwick Elias
- 1996: Telemaniak (The Cable Guy) – Sam Sweet/Stan Sweet
- 1996: Farciarz Gilmore (Happy Gilmore) – sanitariusz w domu pogodnej starości
- 1998: Sposób na blondynkę (There’s Something About Mary) – Ted Stroehmann
- 1998: Wieczna północ (Permanent Midnight) – Jerry Stahl
- 1998: Kochankowie z sąsiedztwa (Your Friends & Neighbors) – Jerry
- 1998: Efekt Zero (Zero Effect) – Steve Arlo
- 1999: Wielki powrót (The Suburbans) – Jay Rose
- 1999: Superbohaterowie (Mystery Men) – Mr Furious
- 1999: Czarne i białe (Black and White) – Mark Clear
- 2000: Zakazany owoc (Keeping the Faith) – rabin Jakob Jake Schram
- 2000: The Independent – Gliniarz
- 2000: Poznaj mojego tatę (Meet the Parents) – Gaylord 'Greg' M. Focker
- 2001: Zoolander – Derek Zoolander
- 2001: Genialny klan (The Royal Tenenbaums) – Chas Tenenbaum
- 2002: Kwaśne pomarańcze (Orange County) – Strażak
- 2002: Legend of the Lost Tribe – Renifer Robbie (głos)
- 2003: Starsza pani musi zniknąć (Duplex) – Alex Rose
- 2004: Nadchodzi Polly (Along Came Polly) – Reuben Feffer
- 2004: Starsky i Hutch (Starsky & Hutch) – Dave Starsky
- 2004: Legenda telewizji (Anchorman: The Legend of Ron Burgundy) – Arturo Mendes
- 2004: Zawiść (Envy) – Tim Dingman
- 2004: Zabawy z piłką (Dodgeball: A True Underdog Story) – White Goodman
- 2004: Poznaj moich rodziców (Meet the Fockers) – Gaylord 'Greg' M. Focker
- 2005: Madagaskar (Madagascar) – Lew Alex (głos)
- 2005: Confessions of an Action Star – Dowódca
- 2005: Danny Roane: First Time Director – Ben
- 2006: Kostka przeznaczenia (Tenacious D in: The Pick of Destiny) jako Maminsynek w sklepie muzycznym
- 2006: Noc w muzeum (Night at the Museum) – Larry Daley
- 2007: Dziewczyna moich koszmarów (The Heartbreak Kid)
- 2007: The Persuaders – Danny Wilde
- 2008: Madagaskar 2 (Madagascar 2) – Lew Alex (głos)
- 2008: Jaja w tropikach (Tropic Thunder)
- 2009: Noc w muzeum 2 (Night at the Museum: Battle of the Smithsonian) – Larry Daley
- 2009: Dokąd zmierzasz? (The Marc Pease Experience) – Jon Gribble
- 2010: Greenberg – Greenberg
- 2010: Poznaj naszą rodzinkę (Little Fockers) – Gaylord 'Greg' M.Focker
- 2010: Megamocny (Megamind) – Bernard (głos)
- 2011: Tower Heist: Zemsta cieciów – Josh Kovaks
- 2012: Madagaskar 3 – Alex (głos)
- 2012: Straż sąsiedzka – Evan
- 2013: Sekretne życie Waltera Mitty – Walter Mitty
- 2013: Daleko ci do sławy
- 2014: Ta nasza młodość (While We're Young) – Josh Schrebnick
- 2014: Noc w muzeum: Tajemnica grobowca[14] (Night at the Museum: Secret of the Tomb) – Larry Daley
- 2016: Zoolander 2

### Producent filmowy
- 1992–1993: The Ben Stiller Show
- 2001: Zoolander
- 2003: Starsza pani musi zniknąć (Duplex)
- 2004: Zabawy z piłką (Dodgeball: A True Underdog Story)
- 2004: What Makes Sammy Run
- 2006: Date School
- 2007: Ostrza chwały
- 2007: Used Guys
- 2008: Ruiny
- 2022: Rozdzielenie (Severance)

### Występy gościnne
- 1975: Kate McShane – Nickie
- 1984–1989: Policjanci z Miami (Miami Vice) – Szybki Eddie Felcher
- 1984: Kate & Allie – Peter
- 1987: Biography – on sam
- 1989: Simpsonowie (The Simpsons) – Garth Motherloving (głos)
- 1993–2004: Frasier – Barry (głos)
- 1994–2004: Space Ghost Coast to Coast – on sam
- 1994–1997: Duckman – Harry Medfly (głos)
- 1994–2004: Przyjaciele (Friends) – Tommy
- 1995–1999: NewsRadio – Vic
- 1997: Bobby kontra wapniaki (King of the Hill) – Rich (głos)
- 1998: Diabli nadali (The King of Queens) – Seamus Spooner
- 1999–2000: Luzaki i kujony (Freaks and Geeks) – Agent Meara
- 2001–2002: Studenciaki (Undeclared) – Rex
- 2001: Tenacious D – Tribute – Przechodzień / Sprzedawca w sklepie muzycznym
- 2003: Bogaci bankruci – Tony Wonder
- 2005: Statyści (Extras) – on sam

### Zdjęcia archiwalne
- 2003: Sex at 24 Frames Per Second – on sam

### Producent wykonawczy
- 2004: Starsky i Hutch (Starsky & Hutch)

### Występy niewymienione w czołówce
- 1992: The Nutt House – Pie thrower
- 2003: Nobody Knows Anything! – Peach Expert